# ماهیچه برون‌گردان
ماهیچه بُرون‌گردان (انگلیسی: Supinator muscle) یک ماهیچه عمقی است و در بالا به اپی کندیل خارجی چسبیده و در پایین به سطح خارجی بالای استخوان رادیوس متصل می‌شود. کار این عضله چرخاندن ساعد به خارج یعنی برون گرداندن دست (گرداندن کف دست رو به بالا) یا سوپینیشن است.
خاستگاه آن اپی‌کندیل جانبی (لاترال) استخوان بازو، رباط‌های آرنج، زند زیرین، پیوندگاهش زند زبرین و عصب‌گیری آن از شاخه‌های عمقی عصب زند بالایی است.